# Nosymna lapillata
Nosymna lapillata is een vlinder uit de familie van de stippelmotten (Yponomeutidae). Nosymna lapillata werd in beschreven door Edward Meyrick.